# Clotoide

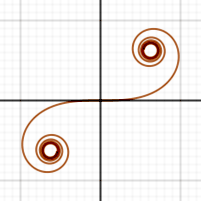
clotoide

La clotoide (també anomenada espiral de Cornu o espiral d'Euler) és una corba plana en forma d'espiral doble, amb simetria central. Des del seu origen (punt O), de curvatura nul·la i radi infinit, el seu radi de curvatura va disminuint al llarg que s'avança per les dues branques, de manera que el producte entre el radi de curvatura i la distància recorreguda mesurada damunt la corba roman constant. Així, les dues branques de la clotoide es van recargolant i tendeixen a convergir en els dos punts impropis de la corba (C) i (C'), de radi nul i on s'arribarà després de recórrer damunt la corba una distància infinita, després d'haver fet infinites voltes.
Probablement fou primerament estudiada per Johann Bernoulli cap al 1696.

## Definició Matemàtica
La clotoide és la corba del pla que guarda una relació inversament proporcional entre la distància recorreguda (s) des del seu origen (O) a un punt qualsevol P (paràmetre arc) i el radi de curvatura (ρ) en aquest mateix punt P. Es pot definir també dient que, en cada punt, la longitud de l'arc és proporcional a la curvatura. L'arrel quadrada de la constant de proporcionalitat és anomenada paràmetre de la clotoide (A) i té dimensions de longitud. De manera que, per definició, acceptem l'equació intrínseca de la clotoide:
{\displaystyle {\rho }(s)\cdot s=A^{2}}

## Equacions paramètriques de la clotoide
Sigui un sistema de coordenades ortogonal (x,y). Sense perdre generalitat, per facilitar el desenvolupament matemàtic en aquest apartat, es fa coincidir l'origen de coordenades (0,0) amb el punt inicial de la clotoide (O) i la recta tangent a la clotoide en aquest punt amb l'eix d'abscisses.
Es defineix el paràmetre α l'angle girat (en radians, que si no, no quadra) per la clotoide en un punt qualsevol P(x,y) com l'angle entre la tangent en aquest punt P i l'eix d'abscisses de manera que s'acumulin voltes senceres de la corba (el seu valor anirà de 0 a infinit). El paràmetre arc s recorrerà tots els reals.
Tot radi de curvatura presenta la propietat {\displaystyle ds={\rho }(s)\cdot d{\alpha }}, de manera que substituint-ho a l'equació intrínseca i reordenant, es pot escriure
{\displaystyle s\cdot ds=A^{2}\cdot d{\alpha }}
Integrant l'equació anterior entre s=0 fins a una s genèrica (la del punt P) i tenint en compte que {\displaystyle {\alpha }(s=0)=0}, s'obté
{\displaystyle {\alpha }(s)={\frac {s^{2}}{2\cdot A^{2}}}}
O bé, reordenant-la, 
{\displaystyle s={\sqrt {2}}\cdot A\cdot {\sqrt {\alpha }}}
Diferenciant l'última línia s'arriba a relacionar els diferencials:
{\displaystyle ds={\frac {A}{\sqrt {2\cdot {\alpha }}}}\cdot d{\alpha }}
Finalment, tenint en compte que {\displaystyle dx=\cos({\alpha })\cdot ds} i {\displaystyle dy=\sin({\alpha })\cdot ds} s'obté
{\displaystyle dx=\cos({\alpha })\cdot {\frac {A}{\sqrt {2\cdot {\alpha }}}}\cdot d{\alpha }}
{\displaystyle dy=\sin({\alpha })\cdot {\frac {A}{\sqrt {2\cdot {\alpha }}}}\cdot d{\alpha }}
Integrant les equacions anteriors s'obtenen les equacions paramètriques de la clotoide (parametritzades amb el paràmetre α).
{\displaystyle x({\alpha })={\frac {A}{\sqrt {2}}}\cdot \int _{0}^{\alpha }{\frac {\cos(u)}{\sqrt {u}}}\,du=A\cdot {\sqrt {2\cdot {\alpha }}}\cdot \sum _{n=0}^{\infty }(-1)^{n}{\frac {{\alpha }^{2n}}{(4n+1)(2n)!}}}
{\displaystyle y({\alpha })={\frac {A}{\sqrt {2}}}\cdot \int _{0}^{\alpha }{\frac {\sin(u)}{\sqrt {u}}}\,du=A\cdot {\sqrt {2\cdot {\alpha }}}\cdot \sum _{n=0}^{\infty }(-1)^{n}{\frac {{\alpha }^{2n+1}}{(4n+3)(2n+1)!}}}
i efectuant el canvi {\displaystyle u={\frac {t^{2}}{2A^{2}}}} s'obté la parametrització amb el paràmetre arc (s):
{\displaystyle x(s)=\int _{0}^{s}\cos {\frac {t^{2}}{2A^{2}}}\,du=A\cdot {\sqrt {2}}\cdot \sum _{n=0}^{\infty }(-1)^{n}{\frac {{\frac {s}{A\cdot {\sqrt {2}}}}^{4n+1}}{(4n+1)(2n)!}}}
{\displaystyle y(s)=\int _{0}^{s}\sin {\frac {t^{2}}{2A^{2}}}\,du=A\cdot {\sqrt {2}}\cdot \sum _{n=0}^{\infty }(-1)^{n}{\frac {{\frac {s}{A\cdot {\sqrt {2}}}}^{4n+3}}{(4n+3)(2n+1)!}}}
Buscant el límit en les expressions anteriors quan el paràmetre α tendeix a infinit (no és un càlcul trivial), s'obtenen les coordenades dels punts impropis de la paràbola:
{\displaystyle C({\frac {A}{2}}\cdot {\sqrt {\pi }},{\frac {A}{2}}\cdot {\sqrt {\pi }})} i {\displaystyle C'(-{\frac {A}{2}}\cdot {\sqrt {\pi }},-{\frac {A}{2}}\cdot {\sqrt {\pi }})}

## La clotoide com a corba de transició en traçats
La clotoide és la corba que s'usa com a corba de transició en traçats en planta de carreteres, autopistes i línies de ferrocarril.
La funció principal de les corbes de transició és permetre que els vehicles puguin passar d'una alineació (per exemple d'una recta) a una altra (per exemple a una alineació circular) sense percebre canvis bruscs en l'acceleració centrífuga, i, en el cas dels ferrocarrils, també per minimitzar els impactes transversals sobre els rails. Per aconseguir-ho cal dotar a l'acord de continuïtat, tangència (continuïtat en la derivada) i continuïtat en la curvatura (que és la segona derivada). Si s'acordés directament una recta amb una circumferència tangent a ella, es produiria un canvi de radi brusc en el punt de tangència (de radi 500 m per exemple de la corba al radi infinit de la recta). Per aconseguir una transició suau cal l'ús de les corbes de transició que redueixen el radi progressivament de l'infinit a un radi finit en una longitud finita. A més, cal que els punts de tangència entre les diferents corbes tinguin el mateix radi de curvatura. Recordeu que el radi de curvatura és la inversa de la curvatura.
La clotoide conté tots els radis de curvatura (fins i tot l'infinit al punt O), i a més, té la propietat d'imprimir una variació constant de l'acceleració centrífuga si la velocitat del vehicle és constant. És per aquesta última propietat que la clotoide és la corba de transició més usada en traçats en planta en lloc de les altres candidates com la lemniscata, la cúbica o la paral·lela a la clotoide, tot i que el seu ús seria més adient que el de la clotoide en zones on hi ha d'haver important acceleracions o desacceleracions.
Els acords amb clotoide més usats són:
- Recta - clotoide - circular - clotoide - recta.
- Recta - clotoide - circular o viceversa.
- Recta - clotoide - clotoide - recta
- Circular d'un sentit - clotoide - circular del mateix sentit
- Circular d'un sentit - clotoide - clotoide (les dues últimes poden ser una mateixa clotoide si no es canvia el paràmetre A al punt d'inflexió) - circular cap a l'altre sentit.
- Circular d'un sentit - clotoide - clotoide - circular del mateix sentit

Cal imposar límits al paràmetre A de les clotoides de traçat per garantir:
- Que l'acceleració centrífuga variï lentament.
- Que la percepció amb la vista del revolt sigui bona (cal que s'intueixi si la corba serà o no molt tancada).
- Una transició del peralt prou lenta per limitar les acceleracions verticals i evitar el descarrilament per guerxesa de la via en el cas de ferrocarrils.

En acords amb clotoides s'usen 2 paràmetres més per triar el paràmetre A més adient i calcular les coordenades notables del traçat (centres de les circulars) i punts de tangència.
- S'anomena reculada (ΔR) d'una circumferència acordada a una clotoide a l'increment de radi que hauria patir la circumferència per ésser tangent a la recta tangent a l'origen de la clotoide. Es pot demostrar que la reculada de la circumferència acordada al punt genèric de paràmetre s és aproximadament:

{\displaystyle {\Delta }R(s)=s\cdot ({\frac {{\alpha }(s)^{2}}{6}}-{\frac {{\alpha }(s)^{4}}{168}}+{\frac {{\alpha }(s)^{6}}{7920}})}
- S'anomena paràmetre x0 d'una circumferència acordada a una clotoide a la distància entre l'origen de la clotoide i el peu de la perpendicular a la recta tangent a la clotoide al seu origen que passa pel centre de la circumferència. Es pot demostrar que la reculada de la circumferència acordada al punt genèric de paràmetre s és aproximadament:

{\displaystyle x_{0}(s)=s\cdot ({\alpha }(s)-{\frac {{\alpha }(s)^{3}}{30}}+{\frac {{\alpha }(s)^{5}}{1080}})}
Per al càlcul de les coordenades de la clotoide se solen usar les aproximacions següents referides al mateix sistema (x,y) definit en l'apartat anterior:
{\displaystyle x(s)=s\cdot (1-{\frac {{\alpha }(s)^{2}}{10}}+{\frac {{\alpha }(s)^{4}}{216}})}
{\displaystyle y(s)=s\cdot ({\frac {{\alpha }(s)}{3}}-{\frac {{\alpha }(s)^{3}}{42}}+{\frac {{\alpha }(s)^{5}}{1320}})}

## La clotoide com a nomograma en el fenomen de la difracció
En l'estudi del fenomen físic de la difracció apareixen les integrals de Fresnel:
{\displaystyle S(x)=\int _{0}^{x}\sin(t^{2})\,dt=\sum _{n=0}^{\infty }(-1)^{n}{\frac {x^{4n+3}}{(4n+3)(2n+1)!}}}
{\displaystyle C(x)=\int _{0}^{x}\cos(t^{2})\,dt=\sum _{n=0}^{\infty }(-1)^{n}{\frac {x^{4n+1}}{(4n+1)(2n)!}}}.
Es pot observar que aquestes integrals són les equacions paramètriques (ara escrites amb el paràmetre arc x) d'una clotoide de paràmetre {\displaystyle A={\frac {1}{\sqrt {2}}}}. És per això que sovint la clotoide és usada com a nomograma per efectuar càlculs fàcilment en el fenomen de la difracció. Fou Marie Alfred Cornu el primer de fer-ho. Sovint les integrals es presenten fent el canvi de variable {\displaystyle t^{2}={\frac {{\pi }\cdot r^{2}}{2}}}.